# Peter Wilson (cầu thủ bóng đá, sinh 1996)
Peter Wilson (sinh ngày 9 tháng 10 năm 1996) là một cầu thủ bóng đá người Thụy Điển gốc Liberia thi đấu cho GIF Sundsvall ở vị trí tiền đạo.